# Dekortykacja
Dekortykacja – zabieg operacyjny, polegający na usunięciu części zewnętrznej warstwy tkanek organów, takich jak płuca, nerki, mózg. 
Najczęściej wykonywana jest dekortykacja płuca.